# Läuferspitze
Läuferspitze är en bergstopp i Österrike.   Den ligger i distriktet Reutte och förbundslandet Tyrolen, i den västra delen av landet, 400 km väster om huvudstaden Wien. Toppen på Läuferspitze är 1 956 meter över havet, eller 118 meter över den omgivande terrängen. Bredden vid basen är 0,75 km. Läuferspitze ingår i Tannheimer Gebirge.
Terrängen runt Läuferspitze är kuperad åt nordväst, men åt sydost är den bergig. Runt Läuferspitze är det ganska glesbefolkat, med 26 invånare per kvadratkilometer.. Närmaste större samhälle är Reutte, 9,4 km öster om Läuferspitze. 
I omgivningarna runt Läuferspitze växer i huvudsak blandskog.